# Tenuipalpus burserae
Tenuipalpus burserae är en spindeldjursart som beskrevs av De Leon 1957. Tenuipalpus burserae ingår i släktet Tenuipalpus och familjen Tenuipalpidae. Inga underarter finns listade i Catalogue of Life.